# 聖瑪麗斯縣 (馬里蘭州)
聖瑪麗斯县（英語：Saint Mary's County）是美国马里兰州南部的一個郡，三面環水：波托马克河、帕塔克森特河、切萨皮克湾，面積1,582平方公里。根據2020年美國人口普查，共有人口11萬3,777人。縣治倫納德頓（Leonardtown）。
该县是帕图森河海军航空站和马里兰州圣玛丽学院所在地。传统上，圣玛丽县以其独特而历史悠久的切萨皮克湾潮水养殖、捕鱼和捕蟹社区文化而闻名。 但随着军事基地的出现、广泛的国防承包商存在的增长、马里兰州圣玛丽学院的发展以及华盛顿特区长途通勤者数量的增加，它已经经历了自1970年以来长达数十年的转变，该县的人口翻了一番。
該縣成立於1637年，是該州最早成立的縣。縣名紀念耶穌的母親，聖母瑪利亞。该县是马里兰殖民地的第一个定居点和首府。它由英国天主教徒建立，而当时英国殖民地主要由新教徒定居建立，被认为是北美宗教自由诞生地。